# Вундерлих, Карл Рейнхольд Август
Карл Рейнхольд Август Вундерлих (1815—1877) — немецкий специалист в области внутренних болезней.
Учился в Тюбингене, в 1838 году доктор медицины за диссертацию «Ueber die Nosologie des Typhus» (Штутгарт, 1839). В 1840 году — приват-доцент в Тюбингене, в 1841 году ассистент профессора клиники внутренних болезней Германа, в 1843 году — его заместитель, в 1846 году ординарный профессор и директор клиники. В 1850 году приглашен на ту же кафедру в Лейпциг и оставался там до самой смерти.
В Лейпциге Вундерлих ежегодно читал частную патологию и терапию, психиатрию, бальнеологию и термометрию у больного. В холерную эпидемию в Лейпциге в 1866 году и во время войны 1870—1871 гг. проявил себя энергичной деятельностью. Вундерлих был выдающимся учителем, превосходным диагностом. Его главную научную заслугу составляет проведение измерений температуры у больного и внесение в клиническую деятельность точного, рационального исследования. Совместно с Гризингером и Розером он основал в 1842 г. «Archiv für physiologische Heilkunde», ознаменовавший собою новую эпоху в медицине — эпоху естественно-научного направления. В этом «Архиве» напечатан ряд работ Вундерлиха по клинической термометрии, послуживших основою для его сочинения «Ueber das Verhalten der Eigenwärme in Krankheiten».